# Rogier Wassen
Rogier Wassen, né le 9 août 1976 à Roermond, est un joueur de tennis néerlandais, professionnel de 1994 à 2011.

## Palmarès

### Titre en simple
Aucun

### Finale en simple
Aucune

### Titres en double (5)
| No | Date       | Nom et lieu du tournoi            | Catégorie   | Surface      | Partenaire       | Finalistes                      | Score              |          |
| -- | ---------- | --------------------------------- | ----------- | ------------ | ---------------- | ------------------------------- | ------------------ | -------- |
| 1  | 09/01/2006 | Heineken Open Auckland            | Int' Series | Dur (ext.)   | Andrei Pavel     | Simon Aspelin Todd Perry        | 6-3, 5-7, [10-4]   | Parcours |
| 2  | 08/01/2007 | Heineken Open Auckland            | Int' Series | Dur (ext.)   | Jeff Coetzee     | Simon Aspelin Chris Haggard     | 69-7, 6-3, [10-2]  | Parcours |
| 3  | 17/06/2007 | Ordina Open Bois-le-Duc           | Int' Series | Gazon (ext.) | Jeff Coetzee     | Martin Damm Leander Paes        | 3-6, 7-65, [12-10] | Parcours |
| 4  | 14/07/2008 | Dutch Open Tennis Amersfoort      | Int' Series | Terre (ext.) | František Čermák | Jesse Huta Galung Igor Sijsling | 7-5, 7-5           | Parcours |
| 5  | 20/09/2010 | Tournoi de tennis de Moselle Metz | ATP 250     | Dur (int.)   | Dustin Brown     | Marcelo Melo Bruno Soares       | 6-3, 6-3           | Parcours |

### Finales en double (5)
| No | Date       | Nom et lieu du tournoi                               | Catégorie   | Surface         | Vainqueurs                             | Partenaire       | Score             |          |
| -- | ---------- | ---------------------------------------------------- | ----------- | --------------- | -------------------------------------- | ---------------- | ----------------- | -------- |
| 1  | 24/10/2005 | Grand Prix de tennis de Lyon Lyon                    | Int' Series | Moquette (int.) | Michaël Llodra Fabrice Santoro         | Jeff Coetzee     | 6-3, 6-1          | Parcours |
| 2  | 16/07/2007 | Dutch Open Tennis Amersfoort                         | Int' Series | Terre (ext.)    | Juan Pablo Brzezicki Juan Pablo Guzmán | Robin Haase      | 6-2, 6-0          | Parcours |
| 3  | 25/02/2008 | PBZ Zagreb Indoors Zagreb                            | Int' Series | Dur (int.)      | Paul Hanley Jordan Kerr                | Christopher Kas  | 6-3, 3-6, [10-8]  | Parcours |
| 4  | 02/02/2009 | PBZ Zagreb Indoors Zagreb                            | ATP 250     | Dur (int.)      | Martin Damm Robert Lindstedt           | Christopher Kas  | 6-4, 6-3          | Parcours |
| 5  | 06/07/2009 | Campbell’s Hall of Fame Tennis Championships Newport | ATP 250     | Gazon (ext.)    | Jordan Kerr Rajeev Ram                 | Michael Kohlmann | 6-7, 7-67, [10-6] | Parcours |

## Parcours dans les tournois duGrand Chelem

### En simple
N'a jamais participé à un tableau final.

### En double
| Année | Open d'Australie           | Open d'Australie       | Internationaux de France     | Internationaux de France | Wimbledon                   | Wimbledon               | US Open                     | US Open                  |
| ----- | -------------------------- | ---------------------- | ---------------------------- | ------------------------ | --------------------------- | ----------------------- | --------------------------- | ------------------------ |
| 2002  | —                          | —                      | —                            | —                        | 1er tour (1/32) R. Kendrick | J. Eagle S. Stolle      | —                           | —                        |
| 2003  | —                          | —                      | —                            | —                        | —                           | —                       | —                           | —                        |
| 2004  | —                          | —                      | 1/8 de finale A. Peya        | G. Etlis M. Rodríguez    | 1er tour (1/32) F. Mayer    | J.-F. Bachelot A. Pavel | 1/8 de finale F. Mayer      | R. Koenig T. Parrott     |
| 2005  | 2e tour (1/16) I. Labadze  | A. Calatrava D. Ferrer | 1er tour (1/32) F. Mayer     | L. Paes N. Zimonjić      | 1/8 de finale I. Karlović   | M. Knowles M. Llodra    | 1er tour (1/32) J. Nieminen | W. Arthurs P. Hanley     |
| 2006  | 2e tour (1/16) J. Coetzee  | P. Hanley K. Ullyett   | 2e tour (1/16) K. Vliegen    | J. Knowle J. Melzer      | 2e tour (1/16) T. Phillips  | I. Labadze D. Vemić     | 2e tour (1/16) J. Coetzee   | J. Erlich A. Ram         |
| 2007  | 1/4 de finale J. Coetzee   | B. Bryan M. Bryan      | 1/8 de finale J. Coetzee     | J. Björkman M. Mirnyi    | 1er tour (1/32) J. Coetzee  | W. Moodie T. Perry      | 1/8 de finale J. Coetzee    | B. Bryan M. Bryan        |
| 2008  | 1/8 de finale C. Kas       | D. Nestor N. Zimonjić  | 2e tour (1/16) C. Kas        | J. Isner S. Querrey      | 1/8 de finale C. Kas        | A. Peya P. Petzschner   | 1er tour (1/32) J. Coetzee  | M. González J. Mónaco    |
| 2009  | 2e tour (1/16) C. Kas      | C. Ball C. Guccione    | 1/8 de finale C. Kas         | D. Nestor N. Zimonjić    | 1/8 de finale I. Zelenay    | B. Soares K. Ullyett    | 2e tour (1/16) M. Kohlmann  | L. Friedl J. Levinský    |
| 2010  | 1er tour (1/32) J. Coetzee | J. Isner S. Querrey    | 1er tour (1/32) T. de Bakker | Ł. Kubot O. Marach       | 1er tour (1/32) S. Robert   | J. Levine R. Sweeting   | 1/8 de finale F. Mayer      | M. Granollers T. Robredo |
| 2011  | 2e tour (1/16) D. Brown    | C. Ebelthite A. Feeney | 1er tour (1/32) F. Gil       | A. Golubev D. Istomin    | 1er tour (1/32) M. Damm     | A. Fisher S. Huss       | 2e tour (1/16) F. Mayer     | M. Bhupathi L. Paes      |

N.B. : le nom du ou de la partenaire se trouve sous le résultat ; le nom des ultimes adversaires se trouve à droite.

### En double mixte
| Année | Open d'Australie         | Open d'Australie           | Internationaux de France | Internationaux de France | Wimbledon                      | Wimbledon                   | US Open                      | US Open                     |
| ----- | ------------------------ | -------------------------- | ------------------------ | ------------------------ | ------------------------------ | --------------------------- | ---------------------------- | --------------------------- |
| 2006  |                          |                            |                          |                          | 2e tour (1/16) M. Krajicek     | K. Srebotnik N. Zimonjić    | 1er tour (1/16) Andreea Vanc | Sun Tiantian Julian Knowle  |
| 2007  |                          |                            |                          |                          | 3e tour (1/8) Chan Yung-Jan    | Melanie South A. Bogdanovic | 2e tour (1/8) Chan Yung-Jan  | A. Radwańska M. Fyrstenberg |
| 2008  | 2e tour (1/8) V. Razzano | Chan Yung-Jan Eric Butorac | 1/4 de finale V. Razzano | Zheng Jie M. Bhupathi    | 1er tour (1/32) V. Razzano     | Katie O'Brien Jamie Delgado | 2e tour (1/8) V. Razzano     | K. Srebotnik N. Zimonjić    |
| 2009  |                          |                            |                          |                          | 2e tour (1/16) T. Tanasugarn   | Nadia Petrova Max Mirnyi    | -                            | -                           |
| 2011  |                          |                            |                          |                          | 2e tour (1/16) Alicja Rosolska | Cara Black Leander Paes     | -                            | -                           |

N.B. : le nom de la partenaire se trouve sous le résultat ; le nom des ultimes adversaires se trouve à droite.